# I Was Made for Lovin’ You
I Was Made for Lovin’ You ist ein Lied der US-amerikanischen Hard-Rock-Band Kiss. Es wurde in der zweiten Jahreshälfte 1979 in einigen Ländern zum Nummer-1-Hit und gelangte in vielen weiteren Staaten in die Top Ten. Die aus dem Album Dynasty ausgekoppelte Single wurde in Deutschland mit Gold ausgezeichnet.

## Entstehungsgeschichte
Kiss hatten in den 1970er-Jahren Alben in ihrem typischen Hard-Rock-Stil eingespielt. 1979 wichen sie hiervon erstmals mit ihrer am 23. Mai veröffentlichten siebten Studio-LP Dynasty ab. Hintergrund war die damalige Disco-Welle, die von 1976 bis 1979 den breiten Musikgeschmack und den Musikmarkt dominierte.
I Was Made for Lovin’ You ist das Eröffnungslied von Dynasty. Musik und Text stammen im Wesentlichen vom Sänger und Rhythmusgitarristen Paul Stanley, der das Lied sang, Desmond Child und Vini Poncia. Ace Frehley ersetzte Gene Simmons als Bassist bei der Aufnahme des Stücks. Auch der kurze Zeit später ausgeschiedene Peter Criss war bei den Studioaufnahmen schon nicht mehr mit dabei. Statt seiner spielte Anton Fig das Schlagzeug.

## Maxi-Singles
I Was Made for Loving You wurde bereits vor der Veröffentlichung des Albums Dynasty auch als Maxi-Single veröffentlicht. Diese wurde als „Special Remix“ angeboten und hatte eine Länge von 7:54 Minuten. Der Remix wurde von Jim Burgess produziert. Auf der Rückseite befand sich der Titel Charisma. Außerdem wurde die Remix-Version von I Was Made for Loving You auf einer einseitigen Maxi-Single für das Radio herausgebracht. Eine weitere Maxi-Single, diesmal mit Hard Times auf der B-Seite, wurde in Deutschland veröffentlicht, auf ihr befand sich jedoch nicht der Remix, sondern die Albumversion (04:29) des Liedes.

## Rezeption
- Pop meinte 1979: Neben den gewohnten rüden Rock’n’Rollern liebäugeln die Kisser nun auch mit dem Disco-Zug (unüberhörbar im Titel „I Was Made for Lovin’ You“), wobei man zur erfolgreichen Gratwanderung selbst als Verächter der „genormten Tanzmusik“ gratulieren muss.[5]
- Popfoto meinte 1979: Sie haben offenbar den Reiz von schönen Melodien und eingängigen Refrains entdeckt und versuchen nun, ihren Hardrock damit zu veredeln. Dabei ist sogar eine überraschend gute Hit-Single abgefallen: „I Was Made for Lovin’ You.“[6]
- Hammer meinte 2003: Der Smash-Hit „I Was Made for Lovin’ You“ avancierte zum Disco-Knüller und zählt noch heute zu den Klassikern der Rock-Geschichte.[7]
- taz.de meinte 2008: Das ist nicht nur die meistverkaufte Single der Band, sie gehört auch zu den wenigen wirklich gelungenen Flirts zwischen Disco und Rock.[8]
- Ostsee-Zeitung.de meinte 2009: Es war die Zeit von „I Was Made For Lovin' You“ (1979), als Kiss vom Disco-Sound mitgerissen wurden und glatt einen tanzbaren Welthit landeten.[9]

## Kommerzieller Erfolg

### Chartplatzierungen
I Was Made for Lovin’ You war das international erfolgreichste Lied der Band, obgleich oder gerade weil es nicht ihrem typischen Sound entsprach, sondern – mehr noch als alle anderen Stücke auf dem Album – der große Teile des Musikbereichs beherrschenden Discowelle geschuldet war. In Kanada kam es auf Platz 1 und erhielt den Gold-Status. In den Niederlanden und in Neuseeland gelangte das Lied ebenfalls auf Platz 1. In Australien, der Schweiz, Frankreich und Deutschland belegte es den zweiten Platz, in Österreich Platz 6, in Norwegen Platz 10. In den USA gelangte es auf Platz 11 und somit nicht in die Top Ten, erhielt aber den Gold-Status. In Großbritannien erreichte das Lied Platz 50.
In Deutschland war I Was Made for Lovin’ You vom 28. Juli 1979 bis zum 16. November 1979 insgesamt 16 Wochen in den Top Ten. Die höchste Chartplatzierung mit Platz 2 erreichte das Stück am 8. September 1979 für vier Wochen. Diese Chartplatzierung konnte die Band – trotz einer Reihe weiterer Top-Ten-Hits und großen kommerziellen Erfolgs – in Deutschland mit keinem weiteren Lied erlangen. Die Gruppe war zum damaligen Zeitpunkt bereits etabliert und gehörte seit Jahren zur Spitze der internationalen Rockmusik, sie wurde durch I Was Made for Lovin' You aber einem noch breiteren Publikum unterschiedlichen Alters bekannt.
| ChartsChartplatzierungen       | Höchstplatzierung | Wochen |
| ------------------------------ | ----------------- | ------ |
| Deutschland (GfK)              | 2 (39 Wo.)        | 39     |
| Österreich (Ö3)                | 6 (20 Wo.)        | 20     |
| Schweiz (IFPI)                 | 2 (14 Wo.)        | 14     |
| Vereinigte Staaten (Billboard) | 11 (16 Wo.)       | 16     |
| Vereinigtes Königreich (OCC)   | 50 (8 Wo.)        | 8      |

| ChartsJahrescharts (1979)      | Platzierung |
| ------------------------------ | ----------- |
| Deutschland (GfK)              | 12          |
| Österreich (Ö3)                | 20          |
| Schweiz (IFPI)                 | 16          |
| Vereinigte Staaten (Billboard) | 74          |

### Auszeichnungen für Musikverkäufe
| Land/Region                  | Auszeichnungen für Musikverkäufe (Land/Region, Auszeichnung, Verkäufe) | Verkäufe  |
| ---------------------------- | ---------------------------------------------------------------------- | --------- |
| Brasilien (PMB)              | Gold                                                                   | 30.000    |
| Dänemark (IFPI)              | Gold                                                                   | 45.000    |
| Deutschland (BVMI)           | Platin                                                                 | 600.000   |
| Italien (FIMI)               | Platin                                                                 | 50.000    |
| Japan (RIAJ)                 | Gold                                                                   | 100.000   |
| Kanada (MC)                  | Gold                                                                   | 75.000    |
| Neuseeland (RMNZ)            | 2× Platin                                                              | 60.000    |
| Niederlande (NVPI)           | Gold                                                                   | 100.000   |
| Spanien (Promusicae)         | Platin                                                                 | 60.000    |
| Vereinigte Staaten (RIAA)    | Gold                                                                   | 1.000.000 |
| Vereinigtes Königreich (BPI) | Platin                                                                 | 600.000   |
| Insgesamt                    | 6× Gold · 6× Platin ·                                                  | 2.720.000 |

## Coverversionen
Das Lied wurde oft gecovert. Die finnische Band Eläkeläiset coverte das Lied als Humppa-Version mit finnischem Text unter dem Titel Dementikon keppihumppa. Außerdem inspirierte es Hank Shermann beim Schreiben des Lieds Devil Eyes, das 1982 auf der ersten EP der Band Mercyful Fate erschien, während ihr Sänger King Diamond in I Was Made for Lovin’ You den Beginn des Abstiegs von Kiss sieht. 1998 coverte die deutsche Dance-Gruppe Scooter den Erfolgshit von Kiss und erreichte mit der Doppel-A-Seiten-Single We Are the Greatest / I Was Made for Lovin’ You in Deutschland Platz 26 der Charts. Die deutsche Band Die Ärzte übernahm Teile von I Was Made for Lovin’ You in ihre Version von Kiss’ Unholy auf dem Tributealbum Kiss My Ass, ebenso das Duo K2 im Refrain von Der Berg ruft.
Die norwegische Musikerin Maria Mena hatte 2008 eine Version des Liedes für ihr Album Cause and Effect aufgenommen. Sie veröffentlichte I Was Made for Loving You 2009 als Single, die in der Schweiz Platz 20 belegte. 2010 war das Stück unter dem Titel Si l’on s’aimait, si, aufgenommen von der französischen Benefiz-Band Les Enfoirés mehrere Wochen in den französischen, belgischen und kanadischen Charts platziert.
Vinai und Le Pedre nahmen zusammen eine Dance-Version des Lieds auf und hatten damit 2021 einen Nummer-eins-Hit in Polen.

## Zitate von Mitwirkenden
„Dieser Song schlug auf der ganzen Welt ein wie eine Bombe. Zu der Zeit war Disco Music sehr angesagt, und ich dachte mir: ‚Solche Musik zu schreiben ist ein Klacks!‘ Ich schrieb ihn eigentlich zum Spaß, doch gleichzeitig war es auch eine Herausforderung für mich. […] Der Song lief also nach einem bestimmten Schema ab. Ich dachte: ‚Ich verwende alles aus dem Dance-Bereich und sämtliche Sound-Effekte.‘ Es war so, als würden wir uns selbst beweisen wollen, dass es kinderleicht ist, einen Hit zu schreiben, wenn man nur ein Lied analysiert und auseinandernimmt. […] Dennoch landeten wir ausgerechnet mit einem Song von diesem Album unseren größten internationalen Hit. Das Album markierte einen Richtungswechsel.“

„Ich meine, ‚I Was Made for Lovin' You‘ war weltweit ein Smash-Hit, aber er passte nicht zu Kiss, denn er verkörperte unsere eigentliche Identität nicht.“

„Das erste Stück, das Paul und ich schrieben war ‚I Was Made for Lovin' You‘. Der Song ebnete den Weg für einen neuen Musikstil, eine Verbindung von Dance Music mit Rock.“

„Als sie mit ‚I Was Made for Lovin' You‘ ankamen, war die erste Strophe bereits fertig. Ich schrieb den Refrain dazu und ließ die Songs in der Tradition des Brill Building ausklingen.“